# Warren William
Warren William (* 2. Dezember 1895 in Aitkin, Minnesota als Warren William Krech; † 24. September 1948 in Encino, Kalifornien) war ein US-amerikanischer Schauspieler. Den Höhepunkt seiner Karriere erreichte er Anfang der 1930er-Jahre, als er während der Great Depression regelmäßig knallharte und skrupellose Geschäftsmänner spielte. Er wird auch der „King of Pre-Code“ genannt.

## Leben
Warren William Krech wurde als Sohn eines Verlegers geboren, sein Großvater Ernst Wilhelm Krech stammte ursprünglich aus Tennstedt in Thüringen. Er wollte zunächst Journalist werden, ließ diesen Plan jedoch fallen und besuchte die American Academy of Dramatic Arts, um Schauspieler zu werden. Während des Ersten Weltkrieges diente William als Soldat in Frankreich und schloss sich nach Ende des Krieges einer französischen Theatergruppe an.
In den 1920er Jahren spielte Warren William bereits in einigen Stummfilmen, war aber vor allem aber am Broadway in New York zu sehen, wo er zwischen 1920 und 1931 an rund 20 Produktionen mitwirkte. Den Sprung in den Tonfilm gelang William mit Honor of the Family im Jahr 1931. Innerhalb einer kurzen Zeitspanne avancierte er zu einem großen Star in Hollywood: in der filmhistorischen „Pre-Code-Ära“ (ca. 1930 bis 1934), inmitten der Great Depression, wurden in amerikanische Spielfilmen oftmals pikante Themen wie Sexualität, Gewalt und Süchte aufgegriffen. In diesen Filmen war William üblicherweise auf Darstellungen von knallharten, mitunter amoralischen Geschäftsmännern, Anwälten und Gangstern besetzt. Sein Spitzname wurde „King of Pre-Code“, da er unter diesem seine wichtigsten Filmrollen spielte. 
Ein markantes Beispiel für Williams typische Rollen ist der sadistische Geschäftsführer aus Employees’ Entrance, der sein Unternehmen mit harten Methoden durch die Wirtschaftskrise führt. Seine Figuren konnten aber auch trotz ihrer Abgeklärtheit zu Sympathieträgern werden, etwa als freundlicher Gangster „Dave the Duke“ in Frank Capras Komödie Lady für einen Tag oder als zynischer, aber letztlich gutmütiger Millionär in dem Musicalklassiker Goldgräber von 1933. 1934 agierte er als Julius Caesar in Cecil B. DeMille Historienfilm Cleopatra (1934) neben Claudette Colbert, mit der er im selben Jahr außerdem in Frauen am Scheidewege zusammenspielte. Zwischen 1934 und 1936 verkörperte er in vier Filmen die von Erle Stanley Gardner erfundene Figur des Strafverteidigers Perry Mason. Zudem war William in einigen Whodunit-Filmen als ermittelnder Detektiv oder auch als zwielichtiger Verdächtiger zu sehen. 
Zu seinem Aussehen und seinen Figuren sagte Joan Blondell über William: „Er war ein alter Mann, selbst als er jung war.“ Mae West wiederum, in ihrer stets zynischen Art, über sein Aussehen: „Seine Mutter hätte ihn wegwerfen und den Storch behalten sollen.“ Als in Hollywood der Hays Code im Jahr 1934 eingeführt wurde und zunehmend familientaugliche Unterhaltung gefragt war, begann der Stern von Warren William schnell zu sinken. Hauptrollen erhielt er in der zweiten Hälfte der 1930er-Jahre fast nur noch in B-Krimis, während er sich in größeren Filmen häufiger mit Nebenrollen begnügen musste. Zu seinen bedeutenderen Filmen aus der späteren Zeit gehörten Der Mann mit der eisernen Maske (1939), in dem er Charles d’Artagnan verkörperte, und die Rolle eines Wissenschaftlers in Der Wolfsmensch (1941), einem Klassiker des Werwolffilms. B-Movie-Regisseur Edgar G. Ulmer setzte ihn 1945 in dem Thriller Stimme aus dem Jenseits als gewitzten, hochgefährlichen Mörder ein. 1947 drehte William seinen letzten von insgesamt 65 Filmen.

### Privatleben und Ehrungen
1923 heiratete der Schauspieler die deutlich ältere Helen Barbara Nelson, mit der er bis zu seinem Tod verheiratet blieb. Im Gegensatz zu seinen oftmals skrupellosen Figuren auf der Leinwand wurde William häufig als freundlich und schüchtern beschrieben. 1948 starb Warren William im Alter von nur 52 Jahren in Encino an einer Krebserkrankung, seine Frau Helen sollte nur wenige Monate später sterben. Williams Asche wurde in den Long Island Sound gestreut.
Ihm zu Ehren ist auf dem Hollywood Walk of Fame an der 1559 Vine Street ein Stern gewidmet.

## Filmografie (Auswahl)
- 1923: Plunder
- 1931: The Woman from Monte Carlo
- 1932: Three on a Match
- 1933: Lady für einen Tag (Lady for a Day)
- 1933: Goldgräber von 1933 (Gold Diggers of 1933)
- 1933: Employees’ Entrance
- 1934: Dr. Monica
- 1934: Cleopatra
- 1934: Frauen am Scheidewege (Imitation of Life)
- 1934: Das Mädel aus der Unterwelt (Upperworld)
- 1934: The Case of the Howling Dog
- 1935: The Case of the Curious Bride
- 1935: The Case of the Lucky Legs
- 1936: Living on Velvet
- 1936: Der Satan und die Lady (Satan Met a Lady)
- 1936: Auf in den Westen (Go West, Young Man)
- 1936: The Case of the Velvet Claws
- 1937: Tarantella (The Firefly)
- 1937: Madame X
- 1939: Der Mann mit der eisernen Maske (The Man in the Iron Mask)
- 1939: The Lone Wolf Spy Hunt
- 1940: Lillian Russell
- 1940: Arizona
- 1941: Der Wolfsmensch (The Wolf Man)
- 1942: Der wilde Bill (Wild Bill Hickok Rides)
- 1945: Stimme aus dem Jenseits (Strange Illusion)
- 1947: Die Privataffären des Bel Ami (The Private Affairs of Bel Ami)
- 1947: Fear